# Yōji Sakate
Yōji Sakate (坂手 洋二 Sakate Yōji; * 1962 in Kakegawa, Präfektur Okayama) ist ein japanischer Dramatiker und Schriftsteller.

## Leben
Sakate studierte an der Keiō-Universität japanische Literatur. Er gründete 1983 die Theatergruppe Rinkōgun (燐光群).
1990 wurde Sakate für gomi Bukuro o kokyu suru yoru no monogatari (Breathless–Tokyo Garbage Bag) mit dem Kishida-Kunio-Preis ausgezeichnet. 2002 erhielt er für Yaneura (Die Dachkammer) den Yomiuri-Literaturpreis (Kategorie: Drama). DA-RU-MA-SA-N-GA-KO-RO-N-DA, das sich thematische mit dem Problem der Landminen befasst, errang den Tsuruya-Nanboku-Preis (鶴屋南北戯曲賞). Sakate ist zudem Vorsitzender der „Japan Playwright Association“ (日本劇作家協会, Nihon Gekisakka Kyōkai) 2002 wurde er mit dem Kinokuniya-Theater-Preis ausgezeichnet.

## Werke (Auswahl)
- Yaneura (屋根裏), Einakter, EA: 2002
  - „Die Dachkammer“, übersetzt von Andreas Regelsberger[3]
- Daruma-san ga koronda (DA-RU-MA-SA-N-GA-KO-RO-N-DA), Einakter, EA: 2004, 2011 im Gallus Theater Frankfurt[4]
  - „Das Stehaufmännchen fällt“, übersetzt von Anne Bergmann, in: Stanca-Scholz Cionca: „Fünf Theaterstücke aus Japan (1994–2004)“, München, iudicium, 2008, S. 105–213
- 1993 Ujira no bohyo (くじらの墓標), engl. „Epitaph for the whales“
- 1999 Tennō to seppun (天皇と接吻)

### Essays
- Sakate Yôji: Ein zweiter Geburtstag Können wir noch einmal neu anfangen? In: Goethe-Universität Frankfurt (Hrsg.): Textinitiative Fukushima. 2011 (japanisch, textinitiative-fukushima.de).

## Rezeption
Der norwegische Dramatiker Henrik Ibsen wird oft als „Vater des modernen Dramas“ bezeichnet, da er als erster gewöhnliche Menschen ohne hohen Stand auf die Bühne brachte. In Ibsens Werken steht zumeist die Sozialkritik und die Auseinandersetzung des Einzelnen mit der Gesellschaft und ihren Konventionen im Vordergrund. Sakate ist mit der Inszenierung von Ibsens Ein Volksfeind im Haiyu-za Theater eine Hommage gelungen. Charakteristisch dabei ist der Bezug zur Gegenwart der japanischen Gesellschaft und die Wiederentdeckung der ursprünglich auch bei Ibsen angelegten komischen Aspekte.